# زندان تیهار
زندان تیهار، یک مجتمع زندان در هند و یکی از بزرگ‌ترین مجتمع زندان‌های هند است. این مجتمع زندان دارای ۹ زندان کاربردی است که در بیش از ۴۰۰ جریب فرنگی قرار گرفته‌اند. این زندان که توسط دپارتمان زندان‌های دهلی اداره می‌شود، شامل ۹ زندان مرکزی است و یکی از سه مجتمع زندان در دهلی است. دو مجتمع زندان دیگر در روهینی و ماندولی می‌باشند که به ترتیب دارای یک و شش زندان مرکزی هستند. مجتمع زندان تیهار در جاناکپوری، به فاصله حدودی ۳ کیلومتری از روستای تیهار در بخش غربی دهلی واقع شده است.
این زندان به سبک مرکز اصلاح و تربیت است. هدف اصلی آن تبدیل زندانیان خود به افراد عادی جامعه با فرا گرفتن مهارت‌های مفید، آموزش و احترام گذاشتن به قانون است. هدف آن بهبود عزت نفس زندانیان و تقویت خواست آنها برای بهبود است. تیهار برای جذب، بازپروری و اصلاح زندانیان خود از موسیقی‌درمانی استفاده می‌کند که شامل جلسات آموزش موسیقی و کنسرت است. این زندان ایستگاه رادیویی مخصوص خود را دارد که توسط زندانیان مدیریت می‌شود. همچنین یک صنعت زندان محصور شده وجود دارد که تمام افراد آن زندانیان هستند و نام تجاری محصولات آن تیهار است. در ماه دسامبر ۲۰۲۳, در مقایسه با ظرفیت مجاز ۵٬۲۰۰ نفر دارای ۱۴٬۰۵۹ زندانی بود. تعداد زندانیان این مجتمع در روز ۳۱ دسامبر ۲۰۲۳ در مقایسه با تعداد زندانیان در روز ۳۱ دسامبر ۲۰۱۸ دو برابر افزایش داشته است.

## تاریخچه
در ابتدا اینجا یک زندان با درجه امنیت حداکثری بود که توسط ایالت پنجاب اداره می‌شد. در سال ۱۹۶۶، کنترل آن به قلمرو پایتخت ملی دهلی منتقل شد. با آغاز سال ۱۹۸۴، امکانات تکمیلی ایجاد شد و به مجتمع زندان تیهار تبدیل گردید که همچنین بزرگ‌ترین زندان در هند است.
تحت مسئولیت افسر خدمات پلیس هند (IPS)، کیران بدی، هنگامی که او بازرس کل زندان‌ها بود برخی از اصلاحات در زندان تیهار، از جمله تغییر نام آن به آشرام تیهار، آغاز شد. او همچنین یک برنامه مراقبه ویپاسانا را برای هر دو گروه کارکنان و زندانی‌ها برقرار کرد؛ کلاس‌های بدوی توسط مربی اس. ان. گوئنکا تشکیل گردید. در این زندان یک زندانی پرورش یافت که توانست آزمون‌های خدمات کشوری یوپی‌اس‌سی (UPSC) را با موفقیت پشت سر بگذارد.
بسیاری از زندانی‌ها، آموزش عالی خود را از طریق سیستم آموزش از راه دور ادامه می‌دهند. برنامه پردیس کارگماری در سال ۲۰۱۱ جهت توانبخشی زندانیانی که در حال پایان محکومیت خود هستند، راه اندازی شد. در سال ۲۰۱۴، محرک جذب نیروی کار (recruitment drive) منجر به انتخاب ۶۶ زندانی بر اساس رفتار مناسب آنها گردید و پیشنهاد شغل با حقوقی تا ۳۵٬۰۰۰ روپیه (۴۲۰ دلار) در ماه، از ۳۱ مرکز نیرویابی که شامل موسسات آموزشی، شرکت‌های خصوصی و سازمان مردم‌نهاد بود، دریافت کردند.

## کارخانه زندان
در سال ۱۹۶۱، کارخانه زندان در زندان مرکزی شماره ۲ در تیهار تأسیس شد. در طی این سال‌ها، فعالیت آن گسترش یافت و امور نجاری، بافندگی، خیاطی، مواد شیمیایی، کاغذ دست‌ساز، هنر تجاری و تولید نان را دربر گرفت. مدتی بعد در سال ۲۰۰۹، یک واحد تولید کفش با مدل مشارکت خصوصی-دولتی تأسیس شد، بدین ترتیب برند TJ's معرفی شد. در ماه مه ۲۰۱۴، تعداد زندانی‌هایی که در این واحدها کار می‌کردند بالغ بر ۷۰۰ نفر بود و ۲۵ درصد از عایدی آنها در صندوق رفاه قربانیان ذخیره می‌شود که غرامت قربانیان و خانواده آنها را تأمین می‌کند.

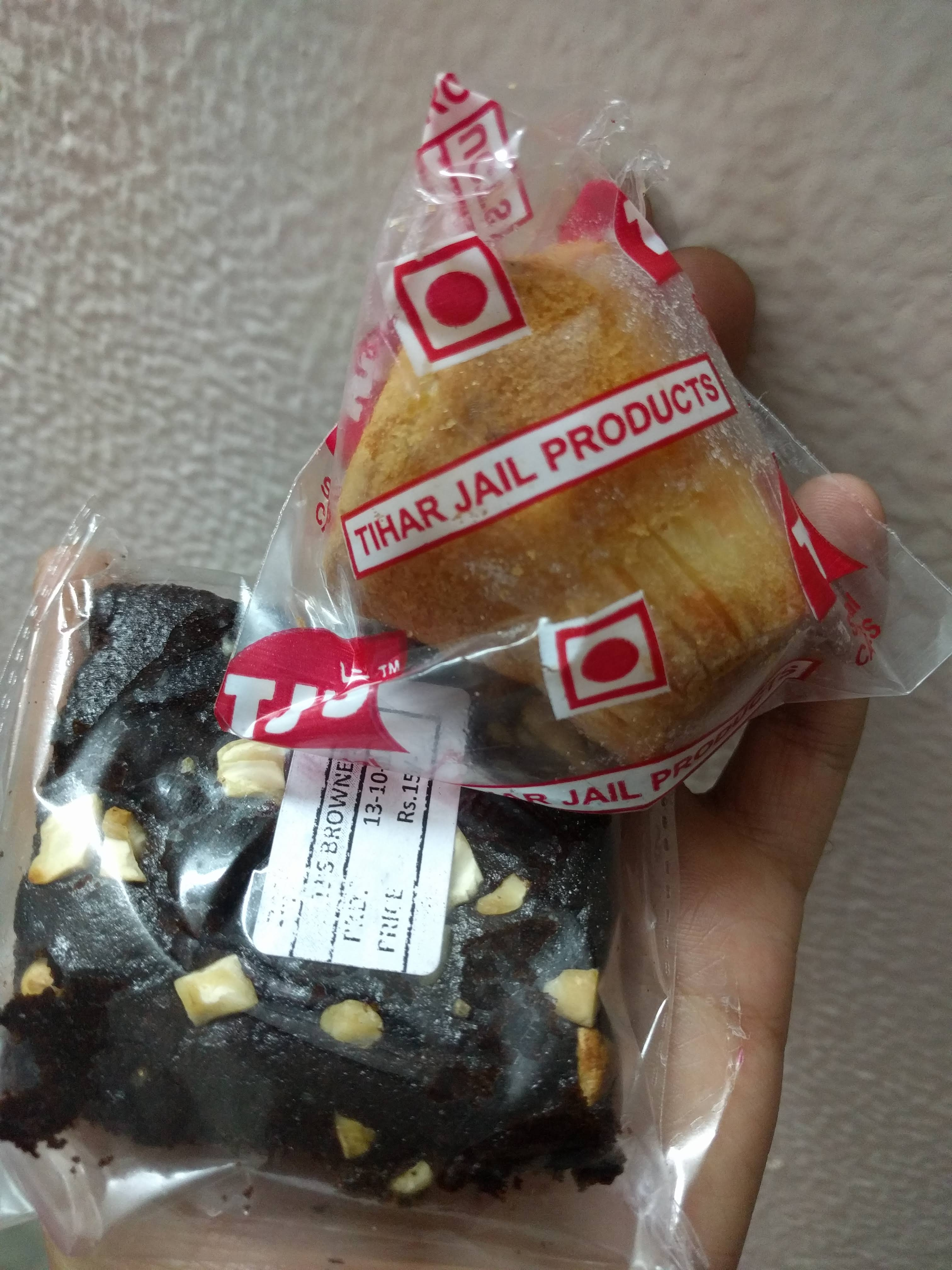
مافین و براونی تولید کارخانه زندان تیهار

## زندانی‌های شاخص
- آبیجیت بنرجی
- سانجی گاندی
- سوبراتا روی
- سوشیل کومار
- آنه هزاره
- افضل گورو
- میلکا سینگ
- سانجی دات
- عمر خالد

## دلواپسی بهداشتی
مجتمع زندان فاقد امکانات جهت نگهداری مجرمان و زندانی‌هایی است که دارای پاراپلژی هستند و دوره قبل از محاکمه را می‌گذرانند.
مرکز آزمایش و مشاوره یکپارچه گزارش داد که حدود ۶ تا ۸ درصد از تعداد ۱۱٬۸۰۰ زندانی تیهار، دارای اچ‌آی‌وی مثبت هستند که به طور قابل توجهی بیشتر از نسبت شیوع اچ‌آی‌وی در بین جمعیت هند است‌.

## فرار از زندان
شیر سینگ رانا که به دلیل قتل پهولن دیوی در سال ۲۰۰۱ دستگیر شده بود، در ماه فوریه ۲۰۰۴ از زندان تیهار فرار کرد. او دوباره در سال ۲۰۰۶ در کلکته دستگیر شد.
در ماه ژوئن ۲۰۱۵، دو زندانی که در زندان تیهار در انتظار محاکمه خود بودند از طریق یک تونل فرار کردند.